# Lauda (Lauda-Königshofen)
Lauda ist ein Stadtteil der Doppelstadt Lauda-Königshofen im Main-Tauber-Kreis in Baden-Württemberg und war früher eine selbständige Stadt.

## Geographie

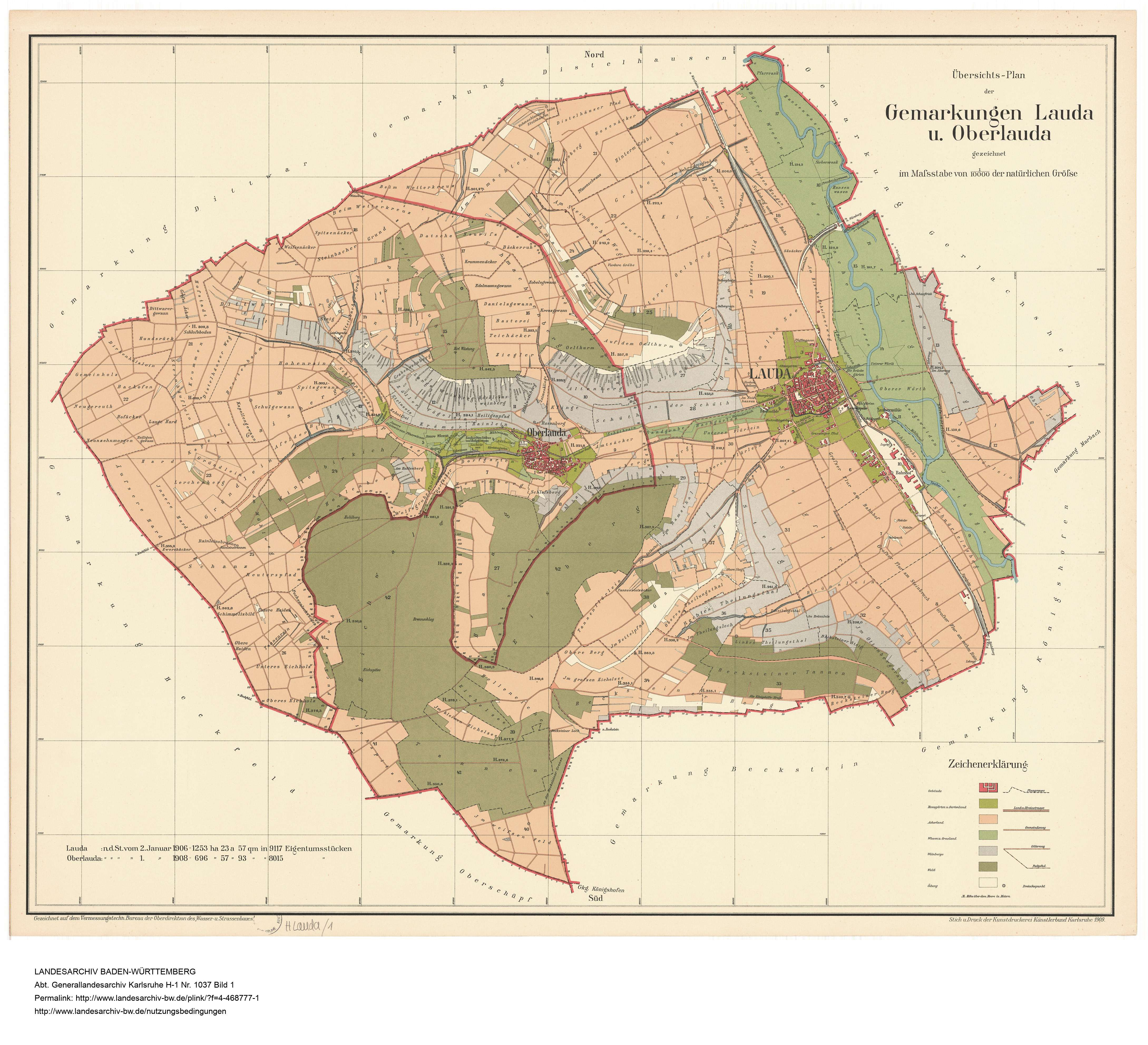
Die Gemarkung von Lauda, um 1906, daneben die Gemarkung von Oberlauda

Sie liegt im Main-Tauber-Kreis, dem nördlichsten Landkreis Baden-Württembergs in der historisch als Tauberfranken bekannten Region. Lauda hat 5.972 Einwohner und nimmt eine Fläche von 12,55 km² ein.

## Geschichte

### Mittelalter
Die älteste erhaltene urkundliche Erwähnung von Lauda stammt aus dem Jahr 1150. Damals war Lauda Eigentum der auf der Burg Lauda ansässigen Edelherren von Luden (d. i. Lauda). Karl Schreck leitet den Ortsnamen aus dem Keltischen ab (Lutuhezi) und verweist damit auf eine möglicherweise noch sehr viel frühere Ansiedelung.
1169 verlieh Heinrich von Lauda seinen Anteil an der Burg an das Hochstift Würzburg. Danach wechselte Lauda mehrmals seine Besitzer: Es kam zunächst an die Grafschaft Rieneck, dann folgten die Grafen von Wertheim die Herren und späteren Grafen von Hanau, die Herren von Hohenlohe und die Kurpfalz. Lauda war Sitz eines Centgerichts. Weinbau und Weinhandel nach Bayern, Sachsen und Schwaben sind seit dem 13. Jahrhundert als Haupterwerbszweige bezeugt. Am 21. Januar 1344 wurde Lauda, das bereits seit 1312 Sitz eines Amtes in der Grafschaft Rieneck war, von Kaiser Ludwig dem Bayern das Stadtrecht nach Rothenburger Recht verliehen.

### Neuzeit
Im Jahre 1506 wurde Lauda  vom Hochstift Würzburg wiedererworben und Hauptort des Amtes Lauda des Hochstifts. Von 1506 bis zur Säkularisation 1802 blieb Lauda, abgesehen von einer kurzzeitigen Verpfändung an Rieneck im 16. Jahrhundert, als Oberamtsstadt bei Würzburg.
Zahlreiche künstlerisch bedeutende, im 16. Jahrhundert entstandene Bildstöcke, das Rathaus von 1561 und Fachwerkhäuser des 16. Jahrhunderts weisen auf einen beträchtlichen Wohlstand in Lauda hin. 1714 wurde zum „ewigen Andenken“ an einen großen Gewitterschaden ein „Wetterkreuz“ errichtet, das auf vielen Wanderkarten ausgewiesen ist. Dieses Wetterkreuz bildet den Grenzstein zu den Gemarkungen von fünf Altgemeinden (Distelhausen, Dittigheim, Dittwar, Oberlauda und Lauda), deren Ortswappen darauf abgebildet sind.
Im Rahmen der Säkularisation aufgrund des Reichsdeputationshauptschlusses kam Lauda an das Fürstentum Leiningen, in dem Lauda Sitz eines Amtes wurde. Nach Auflösung des Fürstentums 1806 im Zuge der Rheinbundakte wurde es dann dem Großherzogtum Baden zugeschlagen. Dort wurde ein Bezirksamt Lauda eingerichtet, aber schon 1813 wieder aufgelöst. Durch den Anfall an Baden in eine zunächst ungünstige Randlage geraten, kamen Weinbau und Weinhandel fast vollständig zum Erliegen. Erst nach der Mitte des 19. Jahrhunderts bekam Lauda seine verkehrsgünstige Lage zurück, indem es Kreuzungspunkt dreier Eisenbahnstrecken wurde, der Bahnstrecke Heidelberg–Würzburg, der Bahnstrecke Lauda–Wertheim und der Bahnstrecke Würzburg–Stuttgart. Lauda erhielt ein bedeutendes Bahnbetriebswerk, ein großer Arbeitgeber für die Stadt, der zum Wachstum der Bevölkerung erheblich beitrug. Nahe der Hauptschule erinnert eine als Denkmal aufgestellte Dampflok der Baureihe 50 an diese Zeit. Durch den Eisenbahnbau zogen ab der zweiten Hälfte des 19. Jahrhunderts auch vermehrt evangelische Christen in die römisch-katholisch geprägte Stadt. Lauda besaß mit der St.-Jakobus-Kirche zunächst eine römisch-katholische Kirche, die von 1322 bis 1333 errichtet wurde. Im Jahr 1906/07 wurde in Lauda auch eine evangelische Kirche erbaut. Die Gemeinde bekam ab 1930 eine eigene Pfarrstelle, zuvor wurde sie von Tauberbischofsheim aus betreut.
Im Jahre 1913 wurde der Fußballverein „FV Lauda 1913“ gegründet, dessen erste Mannschaft bereits mehrere Jahre in der Fußball-Oberliga Baden-Württemberg spielte.
Am 1. Januar 1972 wurde im Rahmen der Gebietsreform in Baden-Württemberg die Gemeinde Oberlauda nach Lauda eingemeindet. Am 1. Januar 1974 wurden die Stadt Lauda und die Gemeinden Beckstein, Gerlachsheim und Heckfeld zur neuen Stadt Lauda vereinigt. Am 1. Januar 1975 vereinigte sich die Stadt Lauda mit der Stadt Königshofen und der Gemeinde Unterbalbach zur Stadt Lauda-Königshofen. Marbach und Oberbalbach kamen hinzu.

## Religion
Die katholischen Kirchen des Stadtteils Lauda gehören zur Seelsorgeeinheit Lauda-Königshofen im Dekanat Tauberbischofsheim des Erzbistums Freiburg.

## Kultur und Sehenswürdigkeiten

### Kulturdenkmale
- Historische Altstadt mit Fachwerkgebäuden und Resten einer mittelalterlichen Stadtmauer
- Oberes Tor von 1496
- Pulverturm
- Gotische Tauberbrücke von 1512 mit Nepomukstatue und Bildstöcken
- Kath. Marienkirche von 1613
- Kath. Pfarrkirche St. Jakobus von 1698 mit Renaissanceportal von 1606
- Kath. Heiligblutkapelle bzw. Kapelle zum heiligen Grab von 1283
- Hochbarocker Kreuzweg in der Friedhofsmauer des Stadtfriedhofs von 1782 an der Marienkirche.
- Heimatmuseum
- Dampflokdenkmal (Lokomotive der Baureihe 50)

### Rad- und Wanderwege
Lauda liegt am Taubertalradweg. Der Panoramaweg Taubertal und der etwa 180 Kilometer lange Jakobsweg Main-Taubertal führen ebenfalls durch Lauda.